# 高克正
高克正（？—1611年），字朝憲，號瑞宇，又號蓼庵，福建漳州府海澄縣五都（今龙海市浮宫镇际都村）人，明朝政治人物。

## 生平
萬曆十六年（1588年）戊子科福建鄉試舉人。萬曆二十年（1592年），登壬辰科第三甲第十四名進士。兵部觀政，改翰林院庶吉士，二十二年九月授檢討，充正史纂修官，二十五年丁憂。三十年補原职，三十一年七月浙江主考，三十三年养病归，连丁父母艰，服丧六年，诏许加二年，以展孝思。三十九年卒。著有《玉堂初稿》、《木天署稿》若干卷。

## 著作
有《玉堂初稿》、《木天署稿》。

## 家族
曾祖高精華；祖父高益謙；父高存愛。